# Mauritianische Medaille

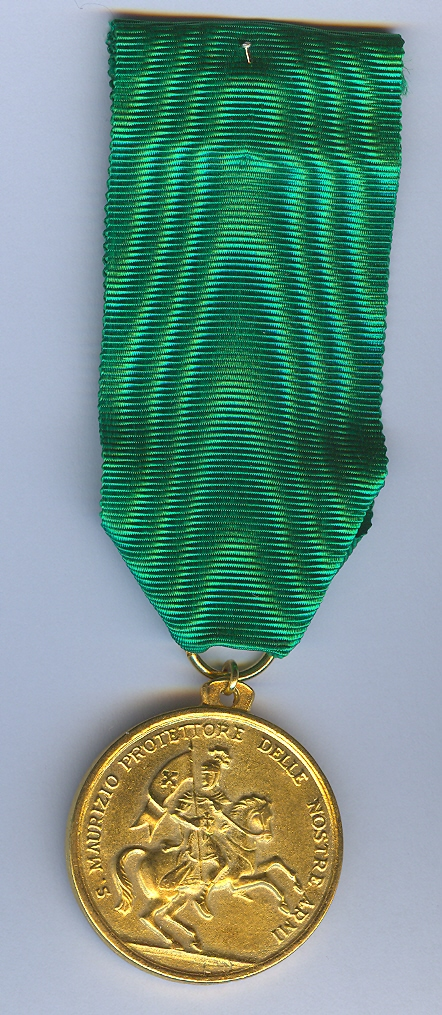
Mauritianische Medaille für zehn Lustren militärischer Laufbahn

Die Mauritianische Medaille (italienisch Medaglia Mauriziana, mit vollem Namen italienisch Medaglia Mauriziana al merito di dieci lustri di carriera militare ‚Mauritianische Medaille für zehn Lustren militärischer Laufbahn‘) ist eine Verdienstmedaille, die an Offiziere und Unteroffiziere der Streitkräfte Italiens und der Guardia di Finanza verliehen wird. Lustrum ist ein alter Begriff für den Zeitraum von fünf Jahren.
Die Medaille wurde 1839 als Mauritianische Medaille für zehn Lustren Militärverdienst (italienisch Medaglia Mauriziana al merito miliare di dieci lustri) von König Karl Albert für Ritter des Ordens der Heiligen Mauritius und Lazarus gestiftet, die für 50 Jahre in der Armee des Königreichs Sardinien-Piemont gedient hatten. Nach dem Zweiten Weltkrieg wurde die Medaille vom Orden, der ein Hausorden des Hauses Savoyen wurde, getrennt und wird seitdem vom Präsidenten Italiens verliehen.
Seit dem 7. Mai 1954 wird die Medaille nicht mehr nur für die 50 Jahre Militärdienst, sondern für die Laufbahn und auch an Unteroffiziere verleihen. Dabei werden etwa die Zeit der Ausübung eines Kommandos, in Auslandseinsätzen, bei UNO-Missionen oder in Fortbildungen herangezogen.

## Aussehen und Trageweise
Die Medaille besteht aus Gold, mit einem Durchmesser von 35 mm. Das Avers zeigt das Bild des Heiligen Mauritius zu Pferd und die Legende S. MAURIZIO PROTETTORE DELLE NOSTRE ARMI (Heiliger Mauritius, Schutzpatron unserer Armee), das Revers die Inschrift A N. N. PER DIECI LUSTRI NELLA CARRIERA MILITARE BENEMERENTO (Dem wohlverdienten [Name des Inhabers] für zehn Lustren militärischer Laufbahn). Es wird auf der linken Brust an einem grünen Band getragen, dem Ordensband des Mauritius- und Lazarus-Ordens.
Zur Zeit der Monarchie zeigte das Revers die Inschrift AL CAVALIERO MAURIZIANO N. N. PER DIECI LUSTRI NELLA CARRIERA MILITARE BENEMERENTO. Generale und Admirale erhielten eine größere Medaille mit einem Durchmesser von 54 Millimetern, die am Hals getragen wurde.